# Puchar BVA mężczyzn (2015)
Puchar BVA mężczyzn 2015 (oficjalnie: Men's BVA Cup 2015) – ósma edycja turnieju o puchar krajów bałkańskich organizowanego przez Balkan Volleyball Association (BVA). Rozgrywki odbyły się w dniach 3-4 października 2015 roku w Bijeljinie w Bośni i Hercegowinie.
W Pucharze BVA 2015 wzięły udział cztery zespoły. Rozgrywki składały się z półfinałów, meczu o 3. miejsce oraz finału.
Puchar BVA zdobył klub Spartak Ljig. Uzyskał on prawo gry w sezonie 2015/2016 w Pucharze Challenge.

## Drużyny uczestniczące
| Państwo              | Drużyna             |
| -------------------- | ------------------- |
| Bośnia i Hercegowina | OK Radnik Bijeljina |
| Rumunia              | CSM București       |
| Serbia               | Spartak Ljig        |
| Turcja               | Beşiktaş            |

## Hala sportowa
| Sportska dvorana Gimnazije "Filip Višnjić" |
| ------------------------------------------ |
| Bijeljina, Bośnia i Hercegowina            |
| Pojemność: 800 miejsc                      |

## Rozgrywki

### Drabinka
|  |                     |                     |               |                   |   |              |              |       |
|  | Półfinały           | Półfinały           | Półfinały     |                   |   | Finał        | Finał        | Finał |
|  | Półfinały           | Półfinały           | Półfinały     |                   |   | Finał        | Finał        | Finał |
|  |                     |                     |               |                   |   |              |              |       |
|  |                     |                     |               |                   |   |              |              |       |
|  | Spartak Ljig        | Spartak Ljig        | 3             |                   |   |              |              |       |
|  | Spartak Ljig        | Spartak Ljig        | 3             |                   |   |              |              |       |
|  | Beşiktaş            | Beşiktaş            | 1             |                   |   |              |              |       |
|  | Beşiktaş            | Beşiktaş            | 1             |                   |   | Spartak Ljig | Spartak Ljig | 3     |
|  |                     |                     |               |                   |   | Spartak Ljig | Spartak Ljig | 3     |
|  |                     |                     | CSM București | CSM București     | 0 |              |              |       |
|  | CSM București       | CSM București       | CSM București | CSM București     | 0 | 3            |              |       |
|  | CSM București       | CSM București       |               |                   |   |              |              |       |
|  | OK Radnik Bijeljina | OK Radnik Bijeljina | 1             |                   |   |              |              |       |
|  | OK Radnik Bijeljina | OK Radnik Bijeljina | 1             | Mecz o 3. miejsce |   |              |              |       |
|  |                     |                     |               |                   |   |              |              |       |
|  |                     |                     |               |                   |   |              |              |       |
|  |                     |                     |               |                   |   |              |              |       |
|  | Beşiktaş            | Beşiktaş            | 3             |                   |   |              |              |       |
|  | Beşiktaş            | Beşiktaş            | 3             |                   |   |              |              |       |
|  | OK Radnik Bijeljina | OK Radnik Bijeljina | 0             |                   |   |              |              |       |
|  | OK Radnik Bijeljina | OK Radnik Bijeljina | 0             |                   |   |              |              |       |

### Półfinały
| Data       | Godzina | Drużyna 1     | Wynik | Drużyna 2           | Set 1 | Set 2 | Set 3 | Set 4 | Set 5 |
| ---------- | ------- | ------------- | ----- | ------------------- | ----- | ----- | ----- | ----- | ----- |
| 03.10.2015 | 17:00   | Spartak Ljig  | 3:1   | Beşiktaş            | 21:25 | 25:20 | 25:16 | 25:22 |       |
| 03.10.2015 | 20:00   | CSM București | 3:1   | OK Radnik Bijeljina | 25:19 | 25:22 | 24:26 | 25:13 |       |

### Mecz o 3. miejsce
| Data       | Godzina | Drużyna 1 | Wynik | Drużyna 2           | Set 1 | Set 2 | Set 3 | Set 4 | Set 5 |
| ---------- | ------- | --------- | ----- | ------------------- | ----- | ----- | ----- | ----- | ----- |
| 04.10.2015 | 17:00   | Beşiktaş  | 3:0   | OK Radnik Bijeljina | 25:19 | 25:15 | 25:21 |       |       |

### Finał
| Data       | Godzina | Drużyna 1    | Wynik | Drużyna 2     | Set 1 | Set 2 | Set 3 | Set 4 | Set 5 |
| ---------- | ------- | ------------ | ----- | ------------- | ----- | ----- | ----- | ----- | ----- |
| 04.10.2015 | 20:00   | Spartak Ljig | 3:0   | CSM București | 25:15 | 25:21 | 25:21 |       |       |

## Klasyfikacja końcowa
| Miejsce | Klub                |
| ------- | ------------------- |
| 1       | Spartak Ljig        |
| 2       | CSM București       |
| 3       | Beşiktaş            |
| 4       | OK Radnik Bijeljina |